# Государственный строй Арубы
Государственный строй Арубы, государства входящего в состав Королевство Нидерландов, находится в рамках парламентской представительной демократии, в которой губернатор в качестве представителя короля является де-юре главой правительства. Исполнительная власть осуществляется правительством. Законодательная власть принадлежит как правительству, так и парламенту. Судебная власть независима от законодательной и судебной ветви власти. Аруба имеет автономию по большинству вопросов, кроме Министерства Обороны, Министерства Иностранных Дел и Верховного суда. Конституция принята в 1986 году.

## Исполнительная власть
Исполнительная власть осуществляется кабинетом министров Арубы от имени губернатора, кабинет состоит из премьер-министра и других министров. Губернатор назначается монархом на шестилетний срок, который может быть продлен ещё на один срок

## Законодательная власть
Парламент состоит из 21 члена, избираемых на четырёхлетний срок путем пропорционального представительства. Каждый член занимает свои места до тех пор, пока парламент не будет распущен или они не уйдут в отставку. Лидер партии, получившей большинство, обычно становится премьер-министром.

## Судебная власть
Судебная система Арубы, которая в основном была получена из голландской системы, действует независимо от законодательной и исполнительной власти. Юрисдикция, включая апелляцию, находится в ведении Общего суда Арубы и Нидерландских Антильских островов и Верховного суда Нидерландов.